# Beverbeek Classic
Der Beverbeek Classic war ein belgisches Straßenrad-Eintagesrennen.
Der Beverbeek Classic wurde im Jahr 1998 zum ersten Mal ausgetragen. Bis 2003 war ein Start ausschließlich Amateuren vorbehalten. Seit 2005 war er Teil der UCI Europe Tour und war in die UCI-Kategorie 1.2 eingestuft. Das Rennen fand jährlich Ende Februar in Hamont-Achel statt. Rekordsieger ist der Belgier Evert Verbist, welcher das Rennen als bisher einziger Fahrer zweimal gewinnen konnte.

## Siegerliste
| Jahr | Sieger              | Zweiter           | Dritter           |
| 1998 | Pascal Appeldoorn   | Paul van Schalen  | Steven De Cuyper  |
| 1999 | Marcel Luppes       | Eric Torfs        | Koen Dierickx     |
| 2000 | Nico Mestdach       | Kris Deckers      | Tom Boonen        |
| 2001 | Koen Das            | Jan Klaes         | Steven Persoons   |
| 2002 | Philippe Vereecke   | Tom Braem         | Mathieu Lamothe   |
| 2003 | Mark Vlijm          | Hans Dekkers      | Johan Vansummeren |
| 2004 | nicht ausgetragen   | nicht ausgetragen | nicht ausgetragen |
| 2005 | Jarno Van Mingeroet | Hans Dekkers      | Steve Schets      |
| 2006 | Evert Verbist       | Tom Veelers       | Alain van Katwijk |
| 2007 | Nico Sijmens        | Martijn Maaskant  | Dennis Kreder     |
| 2008 | Johan Coenen        | Thomas Berkhout   | Dominic Klemme    |
| 2009 | Andreas Schillinger | Maarten Neyens    | Dennis Vanendert  |
| 2010 | Yannick Eijssen     | Edwig Cammaerts   | Grégory Joseph    |
| 2011 | Evert Verbist       | Dries Hollanders  | Sven Jodts        |
| 2012 | Tom Van Asbroeck    | Ian Wilkinson     | Alexandre Blain   |
| 2013 | Nick van der Lijke  | Dries Hollanders  | Tom Vermeer       |